# Рудольф Брандт
Рудольф «Руді» Еміль Герман Брандт (нім. Rudolf «Rudi» Emil Hermann Brandt; 2 червня 1909, Франкфурт-на-Одері — 2 червня 1948, Ландсберг-ам-Лех) — німецький військовий діяч періоду Третього рейху, особистий референт Генріха Гіммлера, заступник президента інституту Аненербе, начальник канцелярії Міністерства внутрішніх справ Німеччини, штандартенфюрер СС.

## Життєпис
За освітою — юрист, освіту здобував в університетах Берліна і Єни; доктор права. У 1932 році вступив в НСДАП з метою отримання можливості кар'єрного росту і поступив на службу в штаб рейхсфюрера. З 1938 року в Особистому штабі рейхсфюрера СС займав посаду особистого секретаря-референта Гіммлера. Виступав також як консультант з юридичних питань; висококваліфікований стенографіст. Як секретар Гіммлера вів переписку з багатьма лікарями, які проводили експерименти над людьми в концтаборах (зокрема, Хіртом, Рашером, Клаубергом), також завідував складанням всілякої документації (в тому числі наказів про знищення людей або початку тих чи інших дослідів). За спогадами багатьох підлеглих Гіммлера, які працювали разом з Брандтом, останній користувався величезною довірою з боку рейхсфюрера і був украй старанним.
По ряду відомостей, Брандт полягав у дружніх відносинах з Феліксом Керстеном і надавав йому в міру можливості всіляку допомогу. Згадується також той факт, що Брандт одного разу врятував йому життя, попередивши про можливий замах (спланованому шефом РСХА Кальтенбруннером). Також в деяких джерелах згадується про те, що Брандт допомагав Керстену підробляти документи на звільнення людей з концтаборів: він спеціально виконував набір тексту з тим розрахунком, щоб після підписання документа рейхсфюрером до імені людини, що підлягає звільненню, можна було б приписати ще кілька імен. Керстен в своїх мемуарах зазначав факт, що, незважаючи на сумлінне виконання Рудольфом, завдань, що йому доручались, більшості ідей рейхсфюрера він не поділяв і ставився до них з несхваленням, вважаючи жорстокими і негуманними.
З 30 березня по 11 травня 1941 року у складі артилерійського батальйону брав участь у боях проти Греції. У 1944-му році отримав звання штандартенфюрера. Наприкінці війни супроводжував Гіммлера на зустріч з генералом Монтгомері і був заарештований у Бреммерверде. Деякий час перебував разом з іншими супутниками Гіммлера в таборі для цивільних осіб під Люнебургом. 9 грудня 1946 року постав на Нюрнберзькому процесі над лікарями. 20 серпня 1947 року засуджений до смертної кари. Його товариш Фелікс Керстен намагався врятувати його, проте, не дивлячись на зусилля Керстена, Рудольф Брандт був повішений 2 червня 1948 року.

## Нагороди
Рудольф Брандт нагороджений:
- Хрест Воєнних заслуг 2-го і 1-го класу з мечами;
- Німецька імперська відзнака за фізичну підготовку (DRL) в бронзі;
- Почесна шпага рейхсфюрера СС;
- Кільце «Мертва голова».